# Tina Fey
Elizabeth Stamatina „Tina” Fey (n. 18 mai 1970) este o actriță, comediană, scenaristă și producătoare americană, cunoscută pentru Saturday Night Live (SNL) (1997–2006), serialul 30 Rock (2006–2013) și filme ca: Mean Girls (2004), Baby Mama (2008) și Date Night (2010).

## Filmografie
- 2002: Martin & Orloff
- 2004: Mean Girls
- 2006: Artie Lange's Beer League
- 2006: Man of the Year
- 2007: Aqua Teen Hunger Force Colon Movie Film for Theaters
- 2008: Baby Mama
- 2008: Ponyo
- 2009: The Invention of Lying
- 2010: Date Night Claire
- 2010: Megamind
- 2013: Admission
- 2013: Anchorman 2: The Legend Continues Entertainment Tonight
- 2014: Muppets Most Wanted
- 2014: This Is Where I Leave You
- 2015: Monkey Kingdom
- 2015: Sisters Kate
- 2016: Whiskey Tango Foxtrot

## Seriale televiziune
- 1997–2006: Saturday Night Live, 178 de episoade

- 1999: Upright Citizens Brigade

- 2006–2013: 30 Rock, 138 de episoade

- 2007: Sesame Street

- 2008: Saturday Night Live Weekend Update Thursday

- 2008–2015: Saturday Night Live, 5 episoade

- 2009: SpongeBob SquarePants

- 2011: Phineas și Ferb

- 2012: iCarly

- 2013: 70th Golden Globe Awards

- 2013: Conan Conan

- 2013: The Simpsons

- 2013: The Awesomes

- 2014: 71st Golden Globe Awards

- 2015: 72nd Golden Globe Awards

- 2015–prezent: Unbreakable Kimmy Schmidt

- 2015: Inside Amy Schumer

- 2016: Maya & Marty

- 2016: Difficult People

- 2017: Great News

## Legături externe
- Tina Fey la Internet Movie Database
- Tina Fey la People.com
- Tina Fey la National Public Radio in 2008
- Tina Fey la National Public Radio in 2011
- Tina Fey at Emmys.com
- The story of Tina Fey's Scar Arhivat în 4 septembrie 2012, la Wayback Machine.